# Álex Suárez (calciatore 1993)
Álex Suárez, all'anagrafe José Alexander Suárez Suárez (Las Palmas de Gran Canaria, 18 marzo 1993), è un calciatore spagnolo, difensore del Las Palmas.

## Carriera
Cresciuto nelle giovanili del Las Palmas, trascorre i primi anni nelle serie minori del campionato spagnolo con l'Acodetti e il Villa de Santa Brígida, prima di fare ritorno al Las Palmas nel 2016, dove gioca per tre stagioni con la seconda squadra. Nel 2019 viene aggregato alla rosa della prima squadra, con la quale esordisce il 27 settembre 2019, in occasione dell'incontro di Segunda División vinto per 3-2 contro l'Albacete.

## Statistiche

### Presenze e reti nei club
Statistiche aggiornate al 31 gennaio 2022.
| Stagione        | Squadra             | Campionato      | Campionato | Campionato | Coppe nazionali | Coppe nazionali | Coppe nazionali | Coppe continentali | Coppe continentali | Coppe continentali | Altre coppe | Altre coppe | Altre coppe | Totale | Totale |
| Stagione        | Squadra             | Comp            | Pres       | Reti       | Comp            | Pres            | Reti            | Comp               | Pres               | Reti               | Comp        | Pres        | Reti        | Pres   | Reti   |
| --------------- | ------------------- | --------------- | ---------- | ---------- | --------------- | --------------- | --------------- | ------------------ | ------------------ | ------------------ | ----------- | ----------- | ----------- | ------ | ------ |
| 2016-2017       | Las Palmas Atlético | TD              | ?          | ?          |                 | -               | -               |                    | -                  | -                  |             | -           | -           | ?      | ?      |
| 2017-2018       | Las Palmas Atlético | SDB             | 33         | 4          |                 | -               | -               |                    | -                  | -                  |             | -           | -           | 33     | 4      |
| 2018-2019       | Las Palmas Atlético | SDB             | 36         | 2          |                 | -               | -               |                    | -                  | -                  |             | -           | -           | 36     | 2      |
| 2019-2020       | Las Palmas          | SD              | 12         | 0          | CR              | 2               | 0               |                    | -                  | -                  |             | -           | -           | 14     | 0      |
| 2020-2021       | Las Palmas          | SD              | 36         | 1          | CR              | 0               | 0               |                    | -                  | -                  |             | -           | -           | 36     | 1      |
| 2021-2022       | Las Palmas          | SD              | 2          | 0          | CR              | 2               | 0               |                    | -                  | -                  |             | -           | -           | 4      | 0      |
| Totale carriera | Totale carriera     | Totale carriera | 119+       | 7+         |                 | 4               | 0               |                    | -                  | -                  |             | -           | -           | 123+   | 7+     |